# Uddrivelsen af templet/Nøgen kvindelig Kristus I
Uddrivelsen af templet/Nøgen kvindelig Kristus I er hvad der er beskrevet som en "aktion" eller "happening" den 29. maj 1969. En nøgen kvinde gik gennem Børsen med et kors. Lene Adler Petersen og
Bjørn Nørgaard stod bag aktionen og hændelse blev optaget.
Aktionen refererede Biblens historie om Uddrivelsen af templet og en plakat annoncerede aktionen med citatet "Det er skrevet: og mit hus er et bedehus men i have gjort det til en røverkule".
Ifølge Nørgaard var aktionens intention "at sætte samfundets fremherskende værdier til debat".
Det var Petersen der gik som den nøgne "kvindelige kristus".
I tiden op til havde der i Danmark været diskussion om frigivelsen af billedpornografi for voksne.
Lovforslaget om ophævelse af dele af Straffelovens bestemmelser om "utugtige billeder" havde været fremsat i december 1968 og var i andenbehandling dagen før aktionen og i tredjebehandling dagen efter.
Ole John eller John Davidsen filmede aktionen og optagelserne kom til at indgå i eksperimentalfilmen Frændeløs fra 1970.
I denne film var der yderligere fire afsnit med "den kvindelige kristus".
Aktionen skal have vakt international opsigt,
og er senere kaldt et ikonisk værk.
Statens Museum for Kunst har flere offsettryk af et fotografi fra aktionen.
Året efter foranstaltede kunstnerparret Petersen-Nørgaard aktionen Hesteofringen.